# Valor intrínseco (finanças)
Em finanças, o valor intrínseco de um ativo geralmente se refere a um valor calculado em premissas simplificadas. Por exemplo, o valor intrínseco de uma opção é baseado no valor de mercado atual do instrumento subjacente, mas ignora a possibilidade de flutuações futuras e o valor do dinheiro no tempo.

## Opções
Diz-se que uma opção tem valor intrínseco se a opção estiver dentro do dinheiro. Quando fora do dinheiro, seu valor intrínseco é zero. Para uma opção, o valor intrínseco é o mesmo que o "valor imediato" ou o "valor atual" do contrato, que é o lucro que poderia ser obtido com o exercício imediato da opção.
O valor intrínseco de uma opção dentro do dinheiro é calculado como o valor absoluto da diferença entre o preço atual (S) do ativo subjacente e o preço de exercício (K) da opção.
Por exemplo, se o preço de exercício de uma opção for US$1,00 e o preço do subjacente for US$1,20, então a opção terá um valor intrínseco de US$0,20. Isso ocorre porque essa opção de compra permite que o proprietário compre as ações subjacentes a um preço de 1,00, que eles poderiam vender em seu valor de mercado atual de 1,20. Como isso lhes dá um lucro de 0,20, esse é o valor atual ("intrínseco") da opção.

## Patrimônio
Ao avaliar o patrimônio, os analistas de títulos podem usar a análise fundamental — em oposição à análise técnica — para estimar o valor intrínseco de uma empresa. Aqui a característica "intrínseca" considerada é a produção esperada do fluxo de caixa da empresa em questão. O valor intrínseco é, portanto, definido como o valor presente de todos os fluxos de caixa líquidos futuros esperados para a empresa; ou seja, é calculado através da avaliação do fluxo de caixa descontado.

## Imobiliária
Na avaliação de imóveis, uma abordagem semelhante pode ser usada. O "valor intrínseco" dos imóveis é, portanto, definido como o valor presente líquido de todos os fluxos de caixa líquidos futuros que são perdidos pela compra de um imóvel em vez de alugá-lo em perpetuidade. Esses fluxos de caixa incluem aluguel, inflação, manutenção e impostos sobre a propriedade. Este cálculo pode ser feito usando o modelo de Gordon.